# Животиков В'ячеслав Олександрович
В'ячеслав Олександрович Животиков (нар. 27 березня 1950, Владимир, РРФСР) — радянський російський футболіст, виступав на позиції півзахисника.

## Життєпис
Займатися футболом розпочав у Владимирі, вихованець групи підготовки місцевого «Трактора», перший тренер — І. Г. Бодренков. З 1969 по 1972 рік грав у складі головного владимирського клубу, який змінив назву на «Мотор», провів понад 53 матчів і відзначився 5 голами. У сезоні 1973 року виступав за московське «Торпедо», у складі якого дебютував у Вищій лізі СРСР, де провів 8 матчів.
У 1974 році був у складі московського «Локомотива», однак на поле не виходив. У тому ж році повернувся у владимирську команду, яка вже називалася «Торпедо», зіграв 6 матчів та відзначився 2 голами. Сезон 1975 року провів у костромському «Спартаку», в 32 матчах відзначився 10 голами.
З 1976 по 1977 рік захищав кольори харківського «Металіста», в 69 поєдинках першості відзначився 6 м'ячами, і ще 2 поєдинки зіграв у Кубку СРСР. У сезоні 1978 року виступав за «Кубань», у складі якої провів 14 матчів.